# Eparchia stryjska
Eparchia stryjska – greckokatolicka eparchia na Ukrainie, wydzielona w 2000 roku z terytorium archieparchii lwowskiej. 
Pierwszym biskupem-ordynariuszem od początku jej istnienia był Julian Gbur. Od 2014 ordynariuszem jest biskup Taras Senkiw.